# Guilty Gear Petit
Guilty Gear Petit (ギルティギア プチ, Giruti Gia Puchi) est un jeu vidéo de combat développé par Arc System Works et édité par Sammy, sorti en 2001 sur WonderSwan Color, uniquement au Japon. À l'instar de Samurai Shodown!: Pocket Fighting Series, les personnages sont dans un style SD.
Il fait partie de la série Guilty Gear.

## Système de jeu
Le système de combat est composé de 3 attaques: le coup de poing, le coup de pied et la tranche (qui se déclenche en appuyant simultanément sur les boutons de coup de poings et de coup de pieds). Les combats se déroulent donc en deux manches, où il faudra vider la jauge de vie de l'adversaire. Il est possible d'effectuer une garde, de courir, de double-sauter et de faire des enchaînements.
Chaque joueur possède une jauge de tension, qui se remplit au fur-et à mesure des coups porté, mais elle diminuera lorsque la garde sera utilisée. Une fois remplie au minimum, le joueur pourra alors activer la jauge (et la désactiver) à sa guise. En consommant cette jauge, il pourra activer des coups spéciaux, plus puissants que ceux de base.
Guilty Gear Petit dispose de plusieurs modes de jeu :
- Le mode Histoire, où il faudra défaire les adversaires tout en suivant la narration.
- Le mode contre-la-montre, où il faudra défaire le plus d'adversaire possible dans un minimum de temps.
- Le mode versus, où il est possible d'affronter un autre joueur disposant de la cartouche.
- Le mode entraînement, où il est possible d'apprendre à maîtriser les différents enchaînements.